# Ball de Pere Joan Barceló

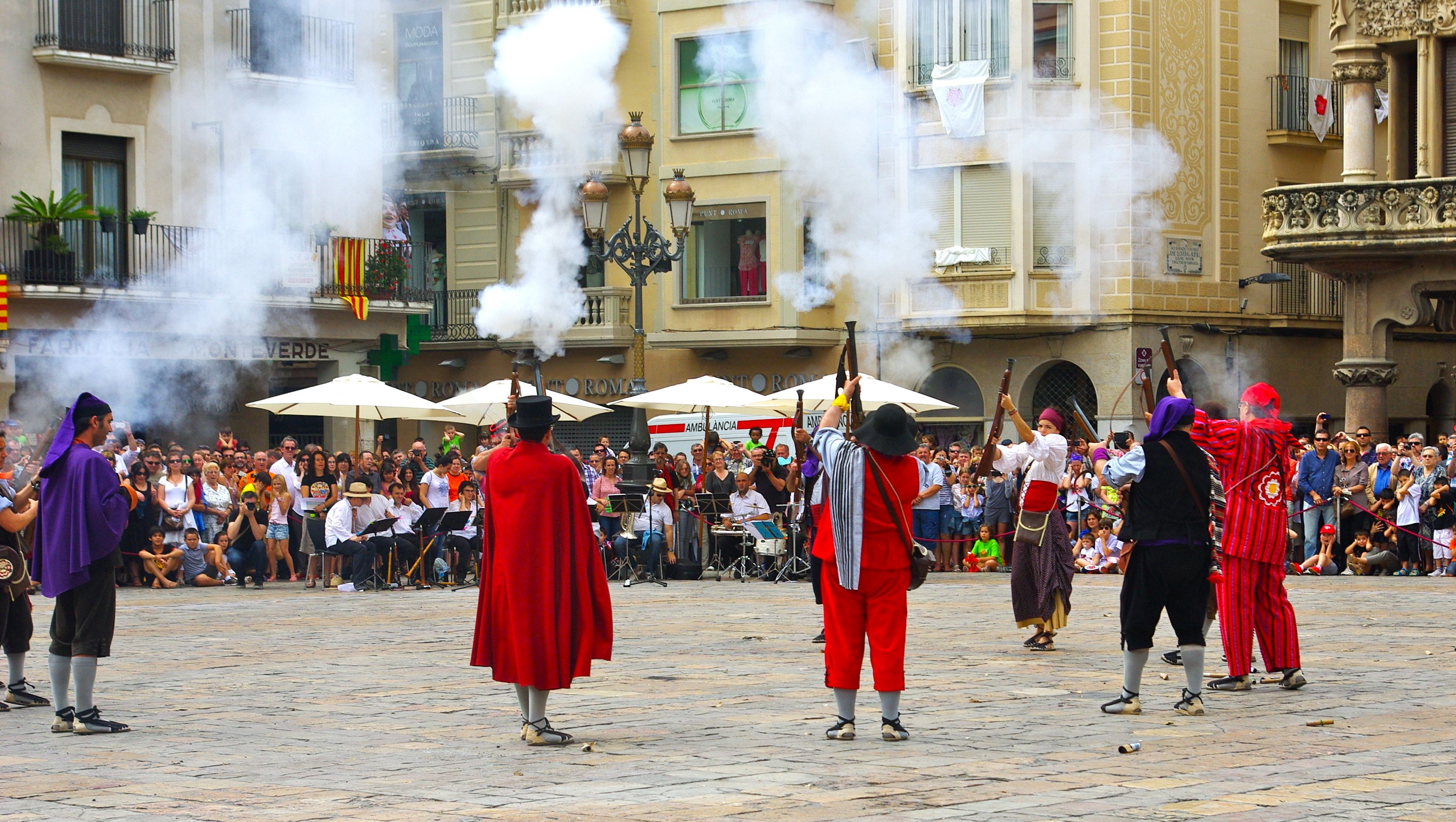
Ball de Pere Joan Barceló. Trabucades

El Ball de Pere Joan Barceló és una dansa del Seguici Festiu de Reus que surt per la Festa Major de sant Pere.
El Ball recrea la figura del guerriller, conegut com a Carrasclet, que va continuar la lluita contra les tropes de Felip V després de la guerra de Successió.
El formen un grup de trabucaires que recorda la partida d'homes del Carrasclet que actuaven a les comarques del Camp de Tarragona durant i després de la guerra de Successió. Era habitual l'ús d'armes de foc quan hi havia festa. Al llarg del segle xix començà a actuar el Ball de Serrallonga a Reus que ja utilitzava armes d'avantcàrrega.
És un ball parlat on surten la seva dona, Pepeta Figueres, i els companys de lluita, entre altres personatges, amb indumentària d'època i amb reproduccions d'armes de foc, com ara una rèplica d'un trabuc de començaments del segle xviii. També hi figura un diable, com és costum en els balls parlats, i altres personatges, com un frare.
S'estrenà l'any 2009 per la Festa Major i està portat i dirigit per l'Associació Cultural de Trabucaires de Reus.